# Periophthalmus walailakae
Periophthalmus walailakae és una espècie de peix de la família dels gòbids i de l'ordre dels perciformes.

## Morfologia
Els mascles poden assolir els 11,6 cm de longitud total.

## Distribució geogràfica
Es troba a la costa tailandesa del Mar d'Andaman.